# Zhang Liuhong
Zhang Liuhong (chinesisch 张榴红; * 16. Januar 1969) ist eine ehemalige chinesische Leichtathletin, die sich auf das Kugelstoßen spezialisiert hat. Sie wurde 1993 Asienmeisterin und gewann im selben Jahr die Bronzemedaille bei den Hallenweltmeisterschaften in Toronto und feierte damit ihre größten Erfolge.

## Sportliche Laufbahn
Erste internationale Erfahrungen sammelte Zhang Liuhong vermutlich im Jahr 1988, als sie bei den Juniorenweltmeisterschaften in Greater Sudbury mit einer Weite von 15,43 m den achten Platz belegte. 1993 gewann sie bei den Hallenweltmeisterschaften in Toronto mit 19,93 m die Bronzemedaille hinter der Russin Swetlana Kriweljowa und Stephanie Storp aus Deutschland. Im selben Jahr siegte sie mit 19,88 m bei den Ostasienspielen in Shanghai sowie mit 18,68 m bei den Asienmeisterschaften in Manila. Im Jahr darauf gewann sie bei den Asienspielen in Hiroshima mit 19,25 m die Silbermedaille hinter ihrer Landsfrau Sui Xinmei und 1995 belegte sie bei den Hallenweltmeisterschaften in Barcelona mit 18,84 m den vierten Platz. Zudem klassierte sie sich im August bei den Freiluftweltmeisterschaften in Göteborg mit 19,07 m im Finale auf dem sechsten Platz. 1997 gelangte sie bei den Hallenweltmeisterschaften in Paris mit 18,29 m auf Rang acht und im Sommer schied sie bei den Weltmeisterschaften in Athen mit 17,82 m in der Qualifikationsrunde aus. 2001 bestritt sie ihre letzte Wettkampfsaison und beendete daraufhin ihre aktive sportliche Karriere im Alter von 35 Jahren.
1996 wurde Zhang chinesische Meisterin im Kugelstoßen.